# Postministerium
Als Postministerium wird im allgemeinen Sprachgebrauch die staatliche Behörde bezeichnet, der die Übersicht über den Postverkehr, heute meist auch über das Fernmeldewesen obliegt.

## Deutschland
In Deutschland war dieses Ressort nach der Reichsgründung 1871 zunächst einer Abteilung des Reichskanzleramts, ab 1880 dem Reichspostamt zugeteilt. Mit Gründung der Weimarer Republik wurde es in das Reichspostministerium überführt; ihr Leiter gehörte als Reichsminister auch der Reichsregierung an.
Nach der deutschen Teilung wurde in beiden deutschen Staaten ein Ministerium für den Aufgabenbereich geschaffen, in der DDR das Ministerium für Post- und Fernmeldewesen, in der BRD das Bundesministerium für Angelegenheiten des Fernmeldewesens, das ab 1989 die Bezeichnung Bundesministerium für Post und Telekommunikation führte und 1998 im Zuge der weitgehenden Privatisierung seiner Aufgaben aufgelöst wurde.

## Vereinigte Staaten
In den USA oblag die Regelung des Postverkehrs ab 1792 dem United States Post Office Department. Sein Leiter, der  United States Postmaster General, hatte bis zur Auflösung der Behörde 1971 Ministerrang. 1971 wurde das Ministerium aufgelöst und die amerikanische Bundespost in eine unabhängige Behörde überführt.